# Phùng Truyền
Phùng Truyền (3 tháng 8 năm 1944  –  29 tháng 1 năm 2024) là sĩ quan cao cấp của Quân đội nhân dân Việt Nam, hàm Thiếu tướng, nguyên Phó tư lệnh Chính trị Binh chủng Đặc công, nguyên Chủ tịch Hội Cựu chiến binh tỉnh Phú Thọ.

## Tiểu sử
Phùng Truyền sinh ngày 3 tháng 8 năm 1944 tại xã Chí Đám, huyện Đoan Hùng, tỉnh Phú Thọ. Ông nhập ngũ từ năm 1964 và trải qua nhiều vị trí trong Binh chủng Đặc công trong đó có Chính trị viên của Tiểu đoàn, Phó chủ nhiệm Chính trị Trung đoàn trong giai đoạn 1976.Trong Chiến dịch Hồ Chí Minh năm 1975, Phùng Truyền giữ chức Chính trị viên Tiểu đoàn 9, Trung đoàn 113 Đặc công, Binh chủng Đặc công Quân đội Nhân dân Việt Nam. Rạng sáng ngày 29 tháng 4 năm 1975, Tiểu đoàn 9, dưới sự chỉ huy của Tiểu đoàn phó Nguyễn Văn Tuyến và Chính trị viên Phùng Truyền, đã tiến hành tập kích căn cứ Hốc Bà Thức, một trong những cụm cứ điểm phòng thủ trọng yếu của quân đội Việt Nam Cộng hòa tại khu vực Biên Hòa, tỉnh Đồng Nai. Chiến thắng tại Hốc Bà Thức đã góp phần phá vỡ hệ thống phòng thủ phía Đông Sài Gòn, tạo điều kiện thuận lợi cho các cánh quân Quân Giải phóng tiến thẳng vào nội đô, dẫn tới sự sụp đổ hoàn toàn của chính quyền Việt Nam Cộng hòa vào ngày 30 tháng 4 năm 1975. Tháng 3 năm 1979, ông trở thành Trung đoàn phó Chính trị của Trung đoàn 113 thuộc Binh chủng Đặc công. Sau khi hoàn thành việc học Trung cấp Chính trị tại Học viện Chính trị, ông lần lượt trải qua nhiều vị trí trong đó có Trung đoàn phó Chính trị Trung đoàn 780, Phó Chủ nhiệm Chính trị và Hiệu phó Chính trị Trường Sĩ quan Đặc công.
Đến tháng 10 năm 1990, ông được bổ nhiệm làm Phó Chủ nhiệm Chính trị của Binh chủng Đặc công và thăng làm Chủ nhiệm vào 3 năm sau. Năm 1998, khi còn mang quân hàm Đại tá, ông được bổ nhiệm làm Phó tư lệnh Chính trị Binh chủng Đặc công và đảm nhiệm chức vụ này cho đến khi về hưu vào năm 2004. Năm 2002, ông được phong hàm Thiếu tướng.
Sau khi về hưu, ông là Ủy viên Hội Cựu chiến binh Việt Nam, và Trưởng Ban liên lạc Cựu chiến binh đặc công tỉnh Phú Thọ. Ngoài ra ông còn là Chủ tịch Hội Cựu chiến binh tỉnh Phú Thọ cho đến năm 2015. Năm 2020, ông là Uỷ viên Thường vụ Ban Chấp hành Trung ương Hội Cựu chiến binh Việt Nam. Ông qua đời ở tuổi 80 ngày 29 tháng 1 năm 2024 tại nhà riêng, ông được an táng tại Nghĩa trang Thiên Đức vào ngày 31 tháng 1 sau đó.

## Khen thưởng
- Huân chương Kháng chiến hạng Nhì.
- Huân chương Chiến công hạng Nhì, Ba.
- Huân chương Chiến sĩ Giải phóng hạng Nhất, Nhì, Ba.
- Huân chương Chiến sĩ vẻ vang hạng Nhất, Nhì, Ba.
- Huy chương Quân kỳ quyết thắng.